# Battaglia di Calcinato (1201)
La battaglia di Calcinato si svolse il 9 agosto 1201 nei pressi di Calcinato, nella piana di Albesago di Ponte San Marco (l'attuale San Vito, frazione di Bedizzole), nell'ambito della lotta tra guelfi e ghibellini.

## Storia
Il XIII secolo segnò la guerra tra le città di Cremona e Brescia. Calcinato fu teatro della lotta fra gli esuli ghibellini cremonesi, appoggiati da mantovani, bergamaschi ed esuli bresciani, e i guelfi bresciani (Societas comitis Narisii vel Sancti Faustini), che dominavano la città, e vide soccombere i secondi. Nell'occasione, venne catturato anche il carroccio di Brescia, che su portato come trofeo a Cremona. In realtà la lotta fu un episodio fra famiglie aristocratiche per la conquista del Comune di Brescia. Alla fine del 1201 venne ristabilita la pace e i fuoriusciti poterono ritornare in città.